# Dietfurt an der Altmühl

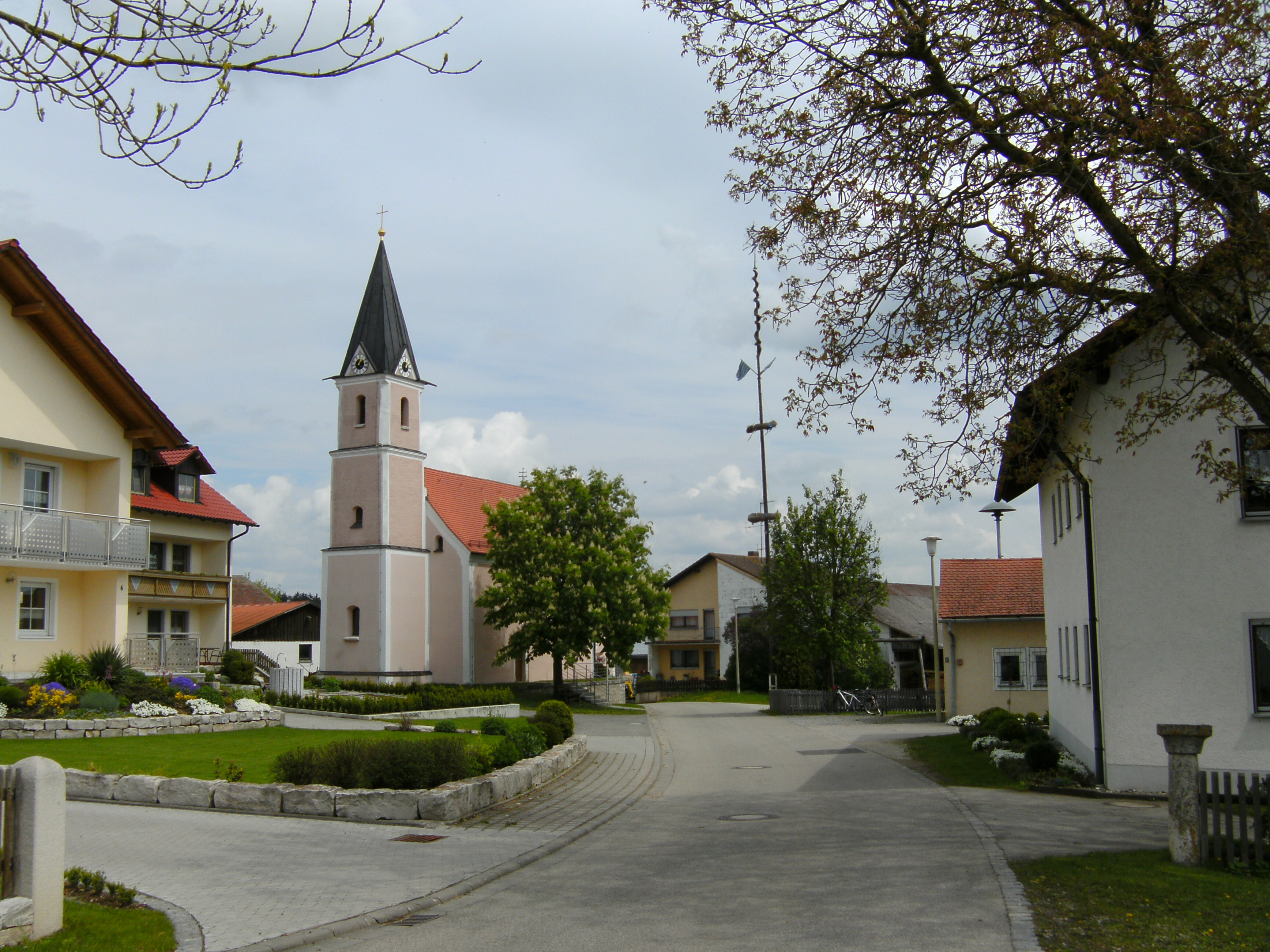
Dietfurt an der Altmühl
(cartierul Arnsdorf)

Dietfurt an der Altmühl este un oraș din districtul  Neumarkt in der Oberpfalz, regiunea administrativă Palatinatul Superior, landul Bavaria, Germania.